# الروضة (بئر العبد)
الروضة إحدى قرى مركز بئر العبد التابع لمحافظة شمال سيناء بجمهورية مصر العربية.